# Дышу тишиной
Дышу тишиной (Дишам тишината) е третият студиен албум на Николай Носков. Издаден е от лейбъла NOX Music и включва 11 песни и един видеоклип. Композитор на албума са певецът и А. Балчев, а основни автори на текстовете са Игор Брусенцев, Алексей Чуланский и Дмитирий Коротаев. Песента от албума „Это здорово“ се превръща във визитна картичка на певеца и най-големия му златен хит. Песните „Снег“, „Мой друг“ и „Узнать тебя“ от предишните два албума са презаписани в симфонична версия, а песента „Дай мне шанс“ е презаписана в акустична версия.

## Песни от албума
1. Дышу тишиной
2. Зимняя ночь
3. Романс
4. Это здорово
5. Исповедь
6. Снег
7. Доброй ночи
8. Дай мне шанс
9. Узнать тебя
10. Мой друг
11. В рай
12. Это здорово (видеоклип)